# Lichtpistool

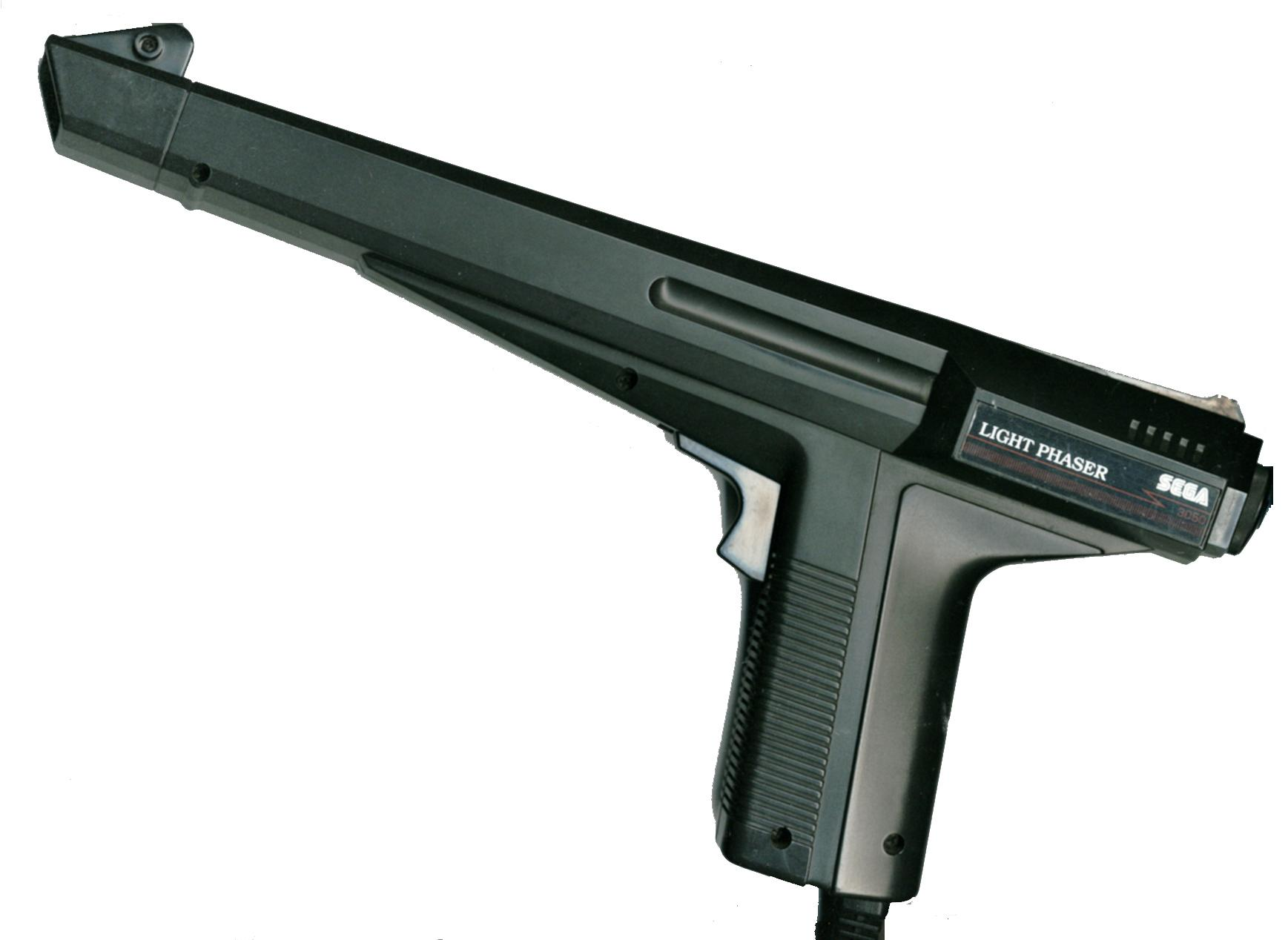
Sega's Light Phaserpistool

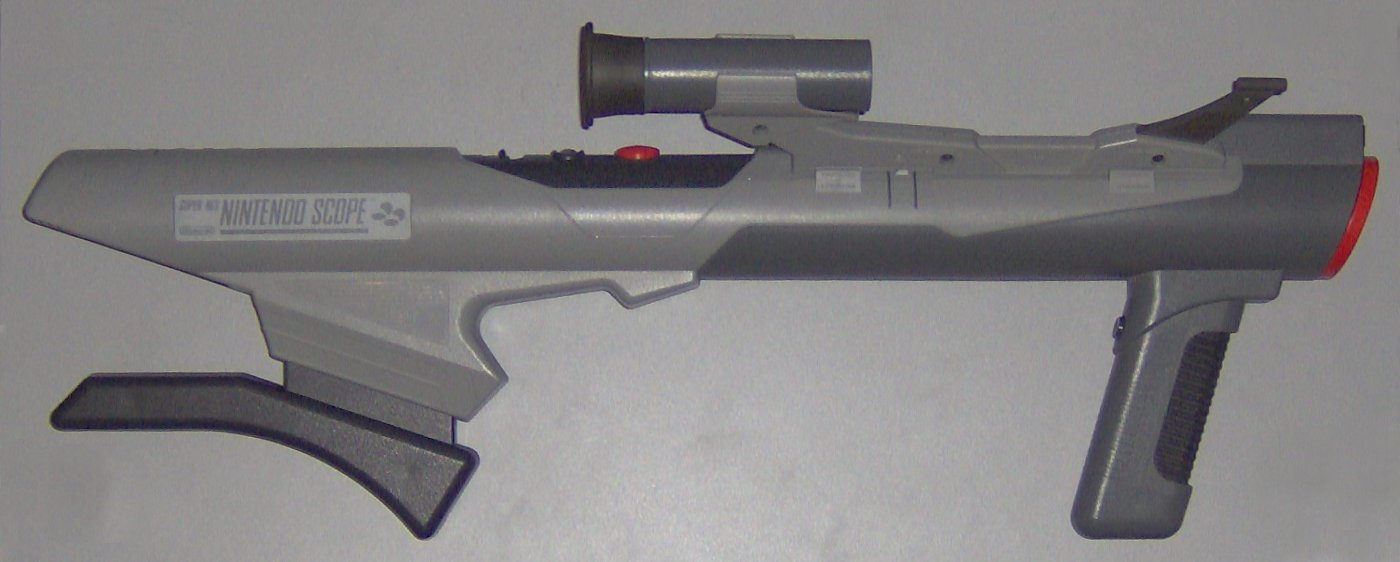
Een lichtpistool voor de SNES in de vorm van een bazooka

Een lichtpistool is een spelbesturingsapparaat voor een computerspel en een aanwijsapparaat voor een personal computer. De eerste lichtpistolen zijn in de jaren 30 van de twintigste eeuw verschenen, vlak na de ontwikkeling van de elektronenbuis. Het eerste spel met een lichtpistool dat in de arcadehal verscheen was Seeburg Ray-O-Lite in 1936. Deze vroege lichtpistoolspellen beschikten over kleine, meestal bewegende doelen waaraan een lichtgevoelige elektronenbuis (als sensor) was bevestigd. Een speler gebruikte hiervoor een pistool (meestal in de vorm van een geweer) die een lichtstraal uitstootte als de trekker werd overgehaald. Indien de lichtstraal het doel raakte werd de "treffer" geteld.
Het moderne lichtpistool voor gebruik met een beeldscherm werkt volgens het tegenovergestelde principe. De lichtgevoelige sensor bevindt zich in het pistool zelf en de op het beeldscherm weergegeven doelen zenden het licht uit in plaats van het pistool. Dit type lichtpistool werd het eerst gebruikt met de MIT Whirlwind-computer.
Hoewel zeer succesvol in de arcadehal, is het lichtpistool nooit definitief doorgebroken op de voor thuisgebruik bedoelde spelcomputersystemen of homecomputers en is vermoedelijk te wijten aan een relatief hoge verkoopprijs en een relatief beperkte inzetmogelijkheid aangezien een lichtpistool veelal slechts enkel met daartoe speciaal geschreven computerspel kan worden benut).
Toch is voor vrijwel ieder spelcomputersysteem en 8- en 16-bits homecomputersystemen een lichtpistool uitgebracht.
Het lichtpistool, en zijn nakomeling de lichtpen, worden tegenwoordig zelden nog gebruikt als aanwijsapparaat vanwege de populariteit van de computermuis en veranderingen in beeldweergavetechnieken.
Lichtpistolen werken alleen in combinatie met een traditionele beeldbuis (een CRT-scherm).

## Positioneel pistool
Een positioneel pistool is gebruikelijk in de speelhal. Een positioneel pistool is een pistool dat bevestigd is aan de arcadekabinet op een scharnierend contactpunt (draaipunt) waardoor er gericht kan worden geschoten. Dit type pistool kan niet van het kabinet worden verwijderd zoals zijn optische tegenhanger, het lichtpistool. Een positioneel pistool wordt vaak verward met een lichtpistool maar werkt volgens een tamelijk afwijkend principe.
Speelhalspellen die van een positoneel pistool gebruikmaakten zijn onder andere: Operation Wolf, Operation Thunderbold, Terminator 2: Judgment Day en Resident Evil: Survivor.